# ایستگاه براید
ایستگاه براید (انگلیسی: Braid station) یک ایستگاه مرتفع در خط اکسپو (اسکای‌ترین) سیستم حمل و نقل سریع (مترو ونکوور اسکای‌ترین (ونکوور) است. این ایستگاه در نزدیکی تقاطع خیابان براید و خیابان برونت در محله برونت کریک در نیو وست مینستر، بریتیش کلمبیا، کانادا واقع شده‌است. این ایستگاه که در نزدیکی مرز کوکیتلام کوکیتلام قرار دارد، یک نقطه انتقال اصلی برای مسیرهای اتوبوسی است که در شهرهای سه‌گانه (بریتیش کلمبیا) خدمت می‌کنند.